# Социалистическа федеративна република Югославия
Социалистическа федеративна република Югославия, обикновено наричана СФР Югославия, СФРЮ или просто Югославия, е държава в Централна и Югоизточна Европа. Възниква през 1945 г. след Втората световна война и просъществува до 1992 г., когато Югославия се разпада в резултат на югославските войни. Разпростирайки се на площ от 255 804 квадратни километра на Балканите, Югославия граничи с Адриатическо море и Италия на запад, с Австрия и Унгария на север, с България и Румъния на изток и с Албания и Гърция на юг. Това е еднопартийна социалистическа държава и федерация, управлявана от Съюз на комунистите в Югославия, и има шест съставни републики: Босна и Херцеговина, Хърватия, Македония, Черна гора, Сърбия и Словения. В рамките на Сърбия е югославската столица Белград, както и две автономни югославски провинции: Косово и Войводина.
СФР Югославия води началото си от 26 ноември 1942 г., когато по време на Втората световна война е сформиран Антифашисткият съвет за национално освобождение на Югославия, за да се противопостави на окупацията на Кралство Югославия от Оста. След освобождението на страната крал Петър II е свален, монархията е премахната и на 29 ноември 1945 г. е провъзгласена Федеративна народна република Югославия. Водено от Йосип Броз Тито, новото комунистическо правителство застава на страната на Източния блок в началото на Студената война, но следва политика на неутралитет след разкола между Тито и Сталин през 1948 г.; става един от основателите на Движението на необвързаните и преминава от командна икономика към пазарен социализъм.
След смъртта на Тито на 4 май 1980 г. югославската икономика започва да се срива, което увеличава безработицата и инфлацията. Икономическата криза довежда до нарастване на етническия национализъм и политическо дисидентство в края на 80-те и началото на 90-те години. С падането на комунизма в Източна Европа усилията за преход към конфедерация се провалят; двете най-богати републики, Хърватия и Словения, се отделят и получават известно международно признание през 1991 г. Федерацията се разпада по границите на федеративните републики, ускорено от началото на югославските войни, и федерацията официално се разпада на 27 април 1992 г. Две републики, Сърбия и Черна гора, остават в рамките на възстановена държава, известна като Съюзна република Югославия или СР Югославия, но тази държава не е международно призната като официална държава наследник на СФР Югославия. Бивша Югославия сега често се използва ретроспективно.

## Име
Югославската държава е създадена през 1918 г. под името Кралство на сърби, хървати и словенци. През януари 1929 г. крал Александър I налага диктатура в страната и я преименува на Кралство Югославия. Така за пръв път терминът „Югославия“, който се използва десетилетия наред, става официален. След окупирането на Кралството по време на Втората световна война, АВНОЮ обявява през 1943 г. своето намерение да възроди държавата под името Демократическа федеративна Югославия, като оставя въпроса за република или кралство отворен.
През 1945 г. държавата става Федеративна народна република Югославия (ФНР Югославия, ФНРЮ), а нейната конституция влиза в сила през 1946 г. През 1963 г. държавата получава окончателното название Социалистическа федеративна република Югославия (СФР Югославия, СФРЮ). Когато се говори за тази държава, най-често се употребява нейното последно име, което успява да се задържи най-дълго.
Поради дължината на името, по-често се използват абревиатурите „СФРЮ“ и „СФР Югославия“, в същото време държавата е известна просто като „Югославия“.

## География
Подобно на предшестващото го Кралство Югославия, СФРЮ граничи с Италия и Австрия на северозапад, Унгария на североизток, Румъния и България на изток, Гърция на юг, Албания на югозапад и Адриатическо море на запад. По време на социалистическия период е обичайно учителите по история и география да учат своите ученици, че Югославия граничи с „бригама“, сърбохърватска дума, означаваща тревоги, и това е акроним на инициалите на всички страни, с които граничи Югославия, трансформирани в мнемоничен принцип, използван както за лесно учене, така и за иронично напомняне за трудните отношения, които югославският народ е имал със своите съседи в миналото. Най-значителната промяна в границите на СФРЮ настъпва през 1954 г., когато съседната свободна територия Триест е разпусната с Договора от Озимо. Югославската зона B, която обхваща 515,5 квадратни километра, става част от СФРЮ. Зона Б вече е окупирана от Югославската народна армия. През 1991 г. територията на СФРЮ се разпада, тъй като независимите държави Словения, Хърватия, Македония и Босна и Херцеговина се отделят от нея, въпреки че югославската армия контролира части от Хърватия и Босна преди разпадането на държавата. До 1992 г. само републиките Сърбия и Черна гора остават ангажирани в съюза и през тази година формират Съюзна република Югославия (СРЮ).

## История
Демократическа федеративна Югославия е основана на второто заседание на АВНОЮ в гр. Яйце, проведено от 29 ноември до 4 декември 1943 г. Междувременно преговорите с Кралското правителство в изгнание продължават. На 29 ноември 1945 г. Федеративна народна република Югославия е конституирана като комунистическа страна. Първият председател на републиката е Иван Рибар, а премиер е Йосип Броз Тито. През 1953 година Тито става президент, а през 1963 година е провъзгласен за доживотен президент.
В началото на съществуването си социалистическа Югославия е с просъветска ориентация, дори между лидера и Тито и съветския ръководител Сталин е договорено да се създаде голяма южно славянска федерация която да включва и съседни не влизащи в територията на Югославия държави като България. Но след резолюцията на Коминформбюро от 1948 г. Югославия поема по свой социалистически път на развитие и не поема курса на зависимост от Съветския съюз, макар и да не прекратява окончателно отношенията си с него. Тя отказва да се присъедини за член на Варшавския договор, но получава съветско въоръжение и лиценз за производство на съветско оръжие за своята армия за разлика от останалите страни от Източна Европа, явяващи се преки членове на Варшавския договор (Албания също го напуска 1968 г.), нито е била част от НАТО, но става член на създадения 1949 г. Съвет за икономическа взаимопомощ през 1963 г., което и доставя основните суривини от стратегическа необходимост. Това я прави специфична в отношението с другите страни. Югославия е съосновател и влиятелен член на Движението на необвързаните страни. Според разсекретени съветски документи югославкската и по-късно албанската позиция по въпроса собствен модел на социализъм е договорено тайно със СССР, за да се намали напрежението в Европа, тъй като редица западни страни, главно Великобритания, имат силно несъгласие с това да има в Европа просъветски социалистически страни с излаз на топло море, а Югославия и Албания са единствените такива с излаз на Адриатическо море. След излизането им от просъветския лагер и запада прави стъпка в такава посока като Франция през 1966 г. излиза от Военния комитет на НАТО, като с това реално тя вече не е негов член и води полунезависима политика по отношение на западноевропейската концепция за световния ред. Поради гъвкавия баланс между Изтока и Запада, тя е имала влияние и висок имидж в почти целия свят.

### Разпадането на СФРЮ
След смъртта на Тито (1980) напрежението между югославските народи става по-голямо, а през 1991 г., с обявяването на независимост на Словения, Хърватия, Македония и Босна и Херцеговина, започва гражданската война. През 1992 г. републиките Сърбия и Черна гора образуват Съюзна република Югославия, която през 2002 г. e преименувана в Държавна общност Сърбия и Черна гора.
Разпадането на СФРЮ започва когато Словения провъзгласява независимостта си (1991). Бързо след това започва гражданската война в Хърватия (1991 – 1995) между хървати и сърби. Сърбите се разбунтуват, защото според новата хърватска конституция губят статута си на конституционен народ, докато хърватите желаят да основат своя национална държава. Гражданската война в Босна и Херцеговина (1992 – 1995) е на етническа и верска основа. Воюват сърбите, хърватите и мюсюлманите (бошняците). Според бошняците Съюзна република Югославия и Хърватия извършват агресия спрямо Босна и Херцеговина. За сърбите това е гражданска война. През 1993 г. хърватите и бошняците се съюзяват. Войната свършва с Дейтънското споразумение от 21 ноември 1995 г.

#### Причини за разпадането
През 1989 г. се появяват подходящи условия за разпадането на СФРЮ. Краят на политическата система на Източна Европа през 1989 г. същевременно е и начало на демократизацията на тези страни. Оттогава се поставя и началото на новата външна политика на САЩ и Западна Европа спрямо източноевропейските страни и, в частност, спрямо СФРЮ.
Новите световни събития из основи променят съотношението на силите в международната политика и съотношението на силите в самата СФРЮ. Те същевременно повдигат въпроса за оцеляването на политическата система на СФРЮ. Американски и западни политици изискват промяна на политическата система на Югославия и демократически преход.
| Държави появили се с разпадането на СФРЮ: |
| Босна и Херцеговина                       |
| Хърватия                                  |
| Република Македония                       |
| Словения                                  |
| Черна гора                                |
| Косово                                    |
| Сърбия                                    |

Изчезването на източноевропейската политическа система и изискванията за промяна в СФРЮ поставят оцеляването на СФРЮ под въпрос. Необходимостта за промяна на политическата система на СФРЮ и външната политика са двата фактора, които най-много влияят на разпадането ѝ.

#### Изчезването на СКЮ и ескалиране на национализма
Разпадането на СФРЮ е предхождано от изчезването на Съюза на комунистите в Югославия (СКЮ) от политическата сцена. Словенските и хърватските представители напускат заседанието на 14-ия извънреден конгрес на СКЮ. Тогава изчезва една от най-значимите организации в Югославия. През пролетта на 1990 г. в проведените избори в Словения и Хърватия побеждават антикомунистическите сили. Националистическата ХДЗ (Хърватска демократическа общност), с водач Франьо Туджман, получава мнозинство в хърватския парламент и така идва на власт.
Хърватските власти започват чистка на сърбите от държавните органи. Сърбия осъжда тези събития. Тогава настъпва сериозна национална криза в СФРЮ. През септември 1990 г. е приета и новата Конституция на Сърбия, която премахва от названието на държавата представката „социалистическа“.
В началото на 1991 г. започват сраженията между сърби и хървати в Хърватия. Председателството на СФРЮ, като най-висш ръководещ орган в държавата, с председател Борисав Йович (представител на Сърбия), се опитва да овладее кризата и да предотврати възможността за война. През пролетта на същата година войната все повече се разгаря.

#### Войната в Словения
На 25 юни 1991 г. формално започва разпадането на Югославия. На този ден словенският и хърватският парламент приемат решение за провъзгласяване на независимост. Но два дни по-късно Югославската народна армия е изправена срещу Словения с цел да промени това решение. Избухва война между ЮНА и словенските републикански сили (територијалаци) с водач Янез Янша. Войната продължава десетина дни. В началото на юли Председателството на СФРЮ приема решение за оттегляне на армията от Словения. Част от ЮНА остава в Хърватия.

#### Войната в Хърватия
През месеците август и септември 1991 г. в Хърватия започва гражданска война между сърбите и ЮНА, от една страна, и новосформиралата се хърватска армия от друга. Непризнатата Хърватия на Франьо Туджман отнема правата на сърбите с новата конституция на страната. Сърбите в Хърватия, по-късно и тези в Босна и Херцеговина, започват война срещу хърватите.
В Хърватия се сформира Република Сръбска Крайна през 1991 г. Сърбите не искат да се подчинят и да останат в обявилата независимост Хърватия, където са им отнети всички права, и желаят да останат в рамките на СФРЮ.
На 4 август 1995 г. започва Операция Буря (Олуя), с която са прогонени или убити десетки хиляди сърби от Република Сръбска Крайна. Хърватските и босненските сили се обединяват и заемат стратегически важните босненски градове Гламоч, Босанско Грахово и Дървар, както и долното Ливанско поле. Това пресича връзката за доставка на хърватскте сърби и обсажда град Книн от три страни. Голяма част от населението на тези територии трябва да изостави своите къщи и да избяга в Република Сръбска или СРЮ.
Вечерта на 7 август 1995 г. операцията официално приключва, с което свършва и войната в Хърватия.

#### Войната в Босна и Херцеговина
Войната в Босна и Херцеговина се води от 6 април 1992 до 14 септември 1995 г. и е една от най-кървавите в Европа след Втората световна война. Войната е резултат от ескалирането на национализма. Завършва с официалното подписване на Дейтънското споразумение.

## Политика

### Социалистическите републики и автономни области
СФРЮ е разделена на шест социалистически републики и на две социалистически автономни провинци, които са част от СР Сърбия. Столицата е Белград. Републиките са следните:
1. Социалистическа република Босна и Херцеговина – със столица Сараево;
2. Социалистическа република Хърватия – със столица Загреб;
3. Социалистическа република Македония – със столица Скопие;
4. Социалистическа република Черна гора – със столица Титоград (сега Подгорица);
5. Социалистическа република Сърбия – със столица Белград, в която се намират:
  - Социалистическа автономна област Косово и Метохия – със столица Прищина
  - Социалистическа автономна област Войводина – със столица Нови Сад;
6. Социалистическа република Словения – със столица Любляна.

## Комуникации

### Радио и телевизия
Един от основателите на Европейския съюз за радио и телевизия, Югославската радиотелевизия, известна като JRT, е националната обществена система за радио и телевизия в Югославия. Състои се от осем поднационални радио- и телевизионни центрове, всеки от които със седалище в една от шестте съставни републики и две автономни провинции. Всеки телевизионен център създава собствена програма самостоятелно, а някои от тях управляват няколко канала. Тези поднационални центрове за радиоразпръскване стават обществени радио- и телевизионни оператори на новите независими държави, с променени имена, след разпадането на Югославия. Загребското радио започва да излъчва на 15 май 1926 г. и е първото обществено радиоразпръскващо съоръжение в Югоизточна Европа. На 30-ата годишнина от създаването на Загребската радиостанция, на 15 май 1956 г., е излъчена първата телевизионна програма. Това е първата телевизионна станция в Югославия и по-късно става цветна станция през 1972 г. RT Белград и RT Любляна започват да излъчват своите телевизионни програми две години по-късно, през 1958 г.

## Население
Данни от преброяванията през 1971 и 1981
| Националност          | 1971       | %    | 1981       | %    |
| --------------------- | ---------- | ---- | ---------- | ---- |
| албанци               | 1 309 523  | 6,4  | 1 731 252  | 7,7  |
| българи               | 58 627     | 0,3  | 36 642     | 0,2  |
| хървати               | 4 526 782  | 22,1 | 4 428 135  | 19,7 |
| италианци             | 21 791     | 0,1  | 15 116     | 0,1  |
| македонци             | 1 194 784  | 5,8  | 1 341 420  | 6,0  |
| унгарци               | 477 374    | 2,3  | 426 865    | 1,9  |
| черногорци            | 508 843    | 2,5  | 507 298    | 2,6  |
| мюсюлмани             | 1 729 932  | 8,4  | 2 000 034  | 8,9  |
| сърби                 | 8 143 246  | 39,7 | 8 136 578  | 36,3 |
| словаци               | 83 656     | 0,4  | 80 300     | 0,4  |
| словенци              | 1 678 032  | 8,2  | 1 753 605  | 7,8  |
| цигани                | 78 485     | 0,4  | 148 604    | 0,7  |
| румънци               | 58 570     | 0,3  | 54 721     | 0,2  |
| турци                 | 127 920    | 0,6  | 101 328    | 0,5  |
| югославяни            | 273 077    | 1,3  | 1 216 463  | 5,4  |
| останали/неопределени | 252 330    | 1,2  | 389 970    | 1,7  |
| общо                  | 20 522 972 | 100  | 22 438 331 | 100  |

### Републики и покрайнини по броя на населението
данни от преброяването през 1991.
| Ранг | Република/автономна област | население  | %     | Гъстота на населението |
| ---- | -------------------------- | ---------- | ----- | ---------------------- |
| 1    | Сърбия                     | 9 506 174  | 40,9% | 114,0                  |
| ---  | Централна Сърбия           | 5 582 611  | 24,0% | 99,4                   |
| 2    | Хърватия                   | 4 784 265  | 20,6% | 84,6                   |
| 3    | Босна и Херцеговина        | 4 377 053  | 18,8% | 85,6                   |
| 4    | Македония                  | 2 033 964  | 8,8%  | 79,1                   |
| ---  | Войводина                  | 1 996 367  | 8,6%  | 92,8                   |
| ---  | Косово и Метохия           | 1 956 196  | 8,4%  | 183,1                  |
| 5    | Словения                   | 1 913 355  | 8,2%  | 94,5                   |
| 6    | Черна гора                 | 615 035    | 2,6%  | 44,5                   |
|      | СФР Югославия              | 23 229 846 | 100%  | 92,6                   |

### Републики и покрайнини по площ
| Ранг | Република/автономна област | площ (км²) | %     | Гъстота на населението |
| ---- | -------------------------- | ---------- | ----- | ---------------------- |
| 1    | Сърбия                     | 83 361     | 33,2% | 114,0                  |
| 2    | Хърватия                   | 56 524     | 22,5% | 84,6                   |
| ---  | Централна Сърбия           | 56 169     | 22,4% | 99,4                   |
| 3    | Босна и Херцеговина        | 51 129     | 20,4% | 85,6                   |
| 4    | Македония                  | 25 720     | 10,3% | 79,1                   |
| ---  | Войводина                  | 21 506     | 8,6%  | 92,8                   |
| 5    | Словения                   | 20 246     | 8,1%  | 94,5                   |
| 6    | Черна Гора                 | 13 810     | 5,5%  | 44,5                   |
| ---  | Косово и Метохия           | 10 686     | 4,3%  | 183,1                  |
|      | СФР Югославия              | 250 790    | 100%  | 92,6                   |

### Републики и покрайнини по гъстота на населението
| Ранг | Република/автономна област | Население  | Площ (km²) | Гъстота на населението |
| ---- | -------------------------- | ---------- | ---------- | ---------------------- |
| ---  | Косово и Метохия           | 1 956 196  | 10 686     | 183,1                  |
| 1    | Сърбия                     | 9 506 174  | 83 361     | 114,0                  |
| ---  | Централна Сърбия           | 5 582 611  | 56 169     | 99,4                   |
| 2    | Словения                   | 1 913 355  | 20 246     | 94,5                   |
| ---  | Войводина                  | 1 996 367  | 21 506     | 92,8                   |
| 3    | Босна и Херцеговина        | 4 377 053  | 51 129     | 85,6                   |
| 4    | Хърватия                   | 4 784 265  | 56 524     | 84,6                   |
| 5    | Македония                  | 2 033 964  | 25 720     | 79,1                   |
| 6    | Черна гора                 | 615 035    | 13 810     | 44,5                   |
|      | СФР Югославия              | 23 229 846 | 250 790    | 92,6                   |